# ابوالفضل بابایی
ابوالفضل بابایی (زاده ‎۳۰ مهر ۱۳۸۲ در قزوین) بازیکن فوتبال اهل ایران است که برای باشگاه فوتبال پرسپولیس در لیگ برتر خلیج فارس بازی می‌کند.
وی سابقه بازی در تیم‌هایی همچون بادران و فجرسپاسی را در کارنامه دارد.

## آمار باشگاهی
تا تاریخ ۲۹ فروردین ۱۴۰۴
| باشگاه         | دسته           | فصل            | لیگ  | لیگ | جام حذفی | جام حذفی | آسیا | آسیا | سوپر جام | سوپر جام | مجموع | مجموع |
| باشگاه         | دسته           | فصل            | بازی | گل  | بازی     | گل       | بازی | گل   | بازی     | گل       | بازی  | گل    |
| -------------- | -------------- | -------------- | ---- | --- | -------- | -------- | ---- | ---- | -------- | -------- | ----- | ----- |
| بادران         | لیگ آزادگان    | ۰۰–۱۳۹۹        | ۱    | ۱   | ۰        | ۰        | –    | –    | –        | –        | ۱     | ۱     |
| مجموع بادران   | مجموع بادران   | مجموع بادران   | ۱    | ۱   | ۰        | ۰        | –    | –    | –        | –        | ۱     | ۱     |
| فجرسپاسی       | لیگ برتر       | ۰۱–۱۴۰۰        | ۷    | ۰   | ۲        | ۰        | –    | –    | –        | –        | ۹     | ۰     |
| فجرسپاسی       | لیگ آزادگان    | ۰۲–۱۴۰۱        | ۲۴   | ۴   | ۰        | ۰        | –    | –    | –        | –        | ۲۴    | ۴     |
| فجرسپاسی       | لیگ آزادگان    | ۰۳–۱۴۰۲        | ۱۲   | ۲   | ۰        | ۰        | –    | –    | –        | –        | ۱۲    | ۲     |
| مجموع فجرسپاسی | مجموع فجرسپاسی | مجموع فجرسپاسی | ۴۳   | ۶   | ۲        | ۰        | –    | –    | –        | –        | ۴۵    | ۶     |
| پرسپولیس       | لیگ برتر       | ۰۳–۱۴۰۲        | ۵    | ۰   | ۱        | ۰        | –    | –    | –        | –        | ۶     | ۰     |
| پرسپولیس       | لیگ برتر       | ۰۴–۱۴۰۳        | ۷    | ۰   | ۰        | ۰        | ۰    | ۰    | ۰        | ۰        | ۷     | ۰     |
| مجموع پرسپولیس | مجموع پرسپولیس | مجموع پرسپولیس | ۱۲   | ۰   | ۱        | ۰        | –    | –    | –        | –        | ۱۳    | ۰     |
| مجموع آمار     | مجموع آمار     | مجموع آمار     | ۵۶   | ۷   | ۳        | ۰        | –    | –    | –        | –        | ۵۹    | ۷     |

## افتخارات
پرسپولیس
- لیگ برتر خلیج فارس
  - قهرمان (۱): ۰۳–۱۴۰۲